# Les Fatals Picards
Les Fatals Picards – francuski zespół muzyczny założony w 1998 roku; reprezentant Francji w 52. Konkursie Piosenki Eurowizji w 2007 roku.

## Historia zespołu
Zespół został założony w 1996 roku przez wokalistę i gitarzystę Ivana Callota, który zaprosił do współpracy dwóch innych wokalistów: Bertranda Le Roya i Thierry’ego Manière’a. Początkowo muzycy występowali pod nazwą Les Fourmis violentes, a przy pracy nad pierwszą płytą zmienili nazwę grupy na Les Fatals Picards. Ich debiutancki album studyjny zatytułowany Les onze y trônent ukazał się w 1998 roku.
W maju 2000 roku premierę miała druga płyta długogrająca zespołu zatytułowana Amiens c’est aussi le tien. Niedługo potem do składu zespołu dołączyli: gitarzysta Laurent Honel, wokalista Regis Rodriguez, perkusista Gilles Di Giovanni i basista Éric Charpentier, którzy wzięli udział w nagraniu materiału na trzeci album studyjny zatytułowany Navet Maria wydany w 2001 roku. 

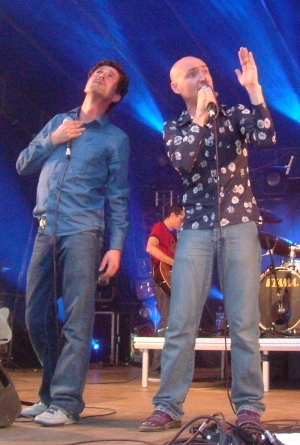
Zespół podczas koncertu w 2005 roku

W 2002 roku skład zespołu ograniczył się do Laurenta Honela i Ivana Callota, którzy grali w duecie do września 2002 roku, kiedy to zaproponowali współpracę perkusiśie Jean-Marcowi Sauvagnarguesowi. W 2003 roku trio wydało album zatytułowany Droit de véto. W marcu tego samego roku do zespołu dołączył gitarzysta Olivier „Oldelaf” Delafosse, który nagrał z pozostałymi muzykami album zatytułowany Picardia independenza wydany pod koniec listopada 2004 roku. W grudniu tegoż roku drugim wokalistą grupy został Paul Léger, a Delafoose’a na miejscu gitarzysty zastąpił Jonathan Bénisty. W 2005 roku jego miejsce zajął Yves Giraud.
W 2006 roku ukazały się reedycje dwóch poprzednich albumów zespołu: Navet Maria i Droit de véto. W grudniu premierę miała ich nowa płyta studyjna zatytułowana Pamplemousse mécanique.

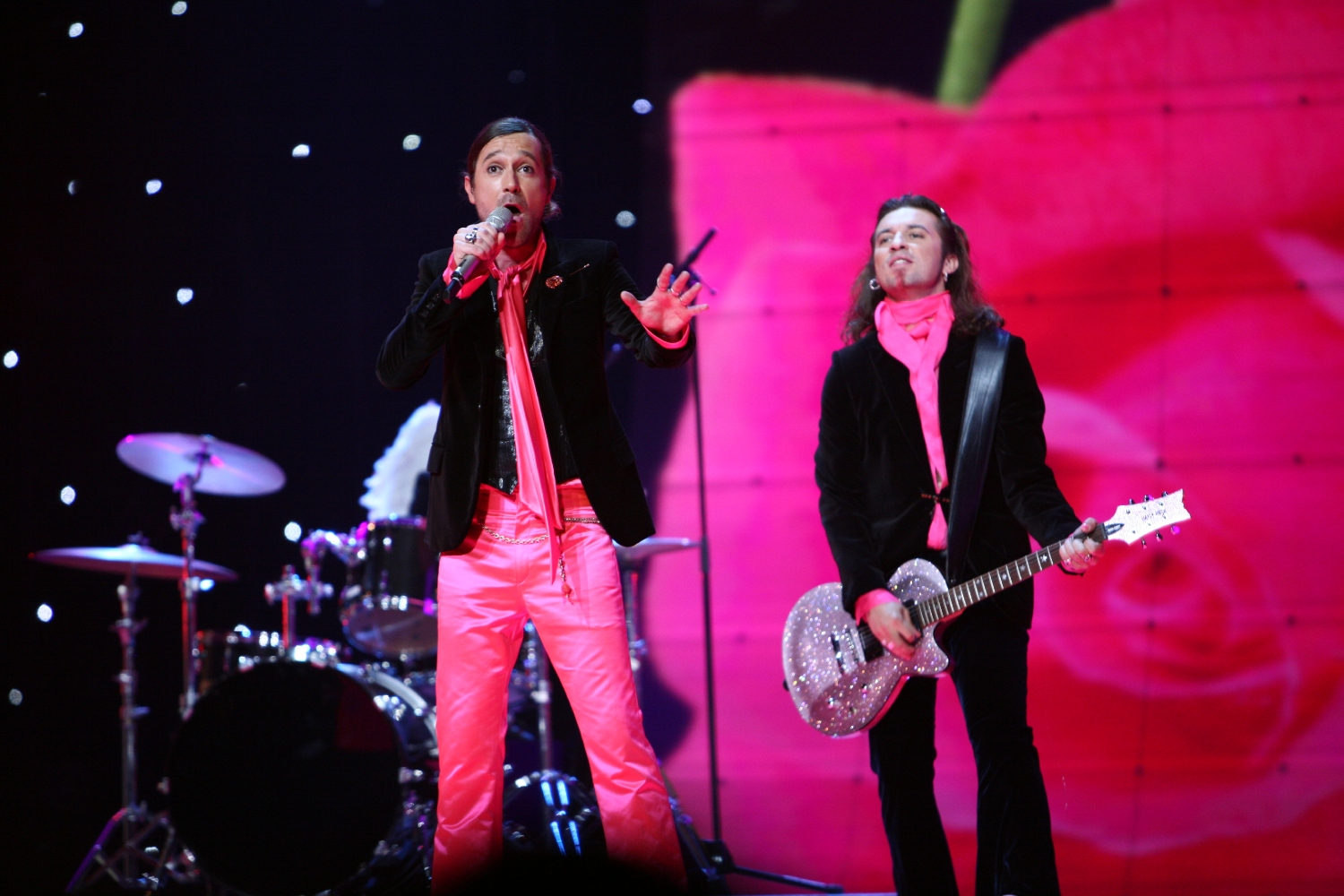
Zespół podczas występu w 52. Konkursie Piosenki Eurowizji w 2007 roku

W 2007 roku zespół zgłosił się do udziału w krajowych eliminacjach eurowizyjnych z utworem „L’amour à la française”. W marcu muzycy wygrali finał selekcji po zdobyciu największego poparcia jurorów i telewidzów, dzięki czemu zostali wybrani na reprezentantów Francji w 52. Konkursie Piosenki Eurowizji organizowanym w Helsinkach. 12 maja wystąpili w finale widowiska i zajęli dwudzieste drugie miejsce z 19 punktami na koncie ex eaquo z zespołem Scooch, reprezentantem Wielkiej Brytanii. 
W marcu 2008 roku premierę miała kolejna płyta studyjna grupy zatytułowana Public, zaś na początku marca 2009 roku ukazał się album zatytułowany Le sens de la gravité. 
14 marca 2011 roku premierę miał ósmy album długogrający zespołu zatytułowany Coming Out. W kwietniu kolejnego roku ukazała się pierwsza płyta koncertowa grupy zatytułowana Fatals S/Scène zawierająca zapis dźwiękowy koncertu muzyków zagranego w grudniu 2011 roku w hali 106 w Rouen.
W 2013 roku zespół nagrał i wydał swoją dziewiątą płytę studyjną zatytułowaną Septième ciel. W 2015 roku premierę miał drugi album koncertowy muzyków zatytułowany Les Fatals Picards 14.11.14.

## Skład zespołu
| - Paul Léger – śpiew (od 2004) - Yves Giraud – gitara basowa (od 2005) - Laurent Honel – gitara, śpiew, gitara basowa (od 2000) - Jean-Marc Sauvagnargues – perkusja (od 2002) | - Ivan Callot – śpiew, gitara (1997-2007) - Thierry Manière – śpiew (1997-1999) - Bertrand Le Roy – śpiew (1997-1999) - Regis Rodrigues – śpiew (2000-2001) - Gilles Di Giovanni – perkusja (2000-2001) - Eric Charpentier – gitara basowa (2000-2001) - Olivier „Oldelaf” Delafosse – gitara (2003-2004) - Jonathan Bénisty – gitara basowa (2004-2005) |

## Dyskografia
| - Les onze y trônent (1998) - Amiens c'est aussi le tien (2000) - Navet Maria (2001) - Droit de véto (2003) - Picardia Independenza (2005) - Pamplemousse mécanique (2007) - Public (2008) - Le sens de la gravité (2009) - Coming Out (2011) - Septième ciel (2013) | - Fatals S/Scène (2012) - Les Fatals Picards 14.11.14 (2015) |